# Миколай Гербурт (воєвода)

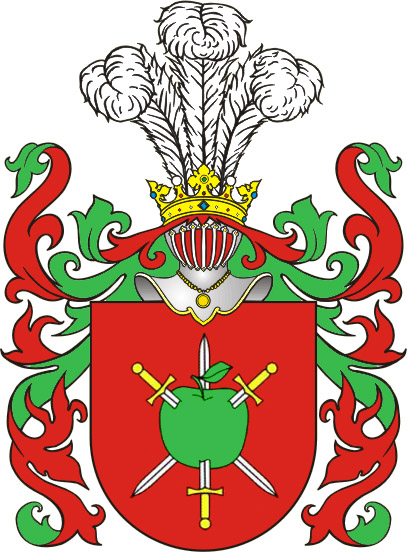
Родовий герб Гербуртів

Миколай з Дідилова Гербурт гербу Гербурт (пол. Mikołaj Herburt, бл. 1544 — 1602) — польський шляхтич, військовик, урядник Королівства Ягеллонів, Корони Польської Речі Посполитої.

## Біографія
Син кам'янецького підкоморія, старости барського Яна Гербурта та його дружини Зофії Домбровської з Тарновця. Точна дата народження невідома.
10 січня 1562 р. разом з сестрою Ельжбетою в суді мав майновий процес проти стрия Марціна — войського кам'янецького, старости барського. З 1569 р. присвятив себе військовій службі — починав як ротмістр кресової поточної оборони, не відмовлявся від участи в політичному житті. 28 лютого 1575 р. був у Львові на зібранні генерального суду Руського воєводства. 2 квітня 1577 р. шляхта вислала його разом з іншим послом до короля С.Баторія для створення оборони від татарських нападів. 13 грудня 1577 р. став львівським хорунжим. Протягом цих часів його родинний Дідилів кілька разів горів після татарських нападів. Як ротмістр брав участь у московській кампанії 1579, 29 травня 1579 р. король звільнив його від військового обов'язку через судові справи. 1580 року брав участь у поході короля С. Баторія, за заслуги став 3 квітня 1581 р. галицьким підкоморієм. 1584 р. їздив до Стамбулу через вбивство польського посла Подлодовського. В суперечках між Я. Замойським та Зборовськими через загибель Самуеля Зборовського спочатку очікував, чим викликав невдоволення канцлеріянів, які розраховували на одного з найкращих вояків Руського воєводства (не прибув на Вишенський сеймик 20 грудня 1584 р., не брав права голосу на Сеймі 1585 р.). Ян Замойський вважав його за свого чоловіка, тому підняв питання про надання М. Гербурту: 24 березня 1586 р. — Тлумацького староства, 21 жовтня 1586 р. — посади подільського воєводи. М. Гербурт не хотів отримувати посаду воєводи без одночасного надання посади старости. На коронаційному сеймі Сігізмунд III Ваза затвердив надання посади подільського воєводи. 7 жовтня 1588 р. став руським воєводою без поєднання посад.
Через кілька років з невідомих причин отримав баніцію, 24 січня 1599 р. король доручив шляхті Львівського староства допомогти Єжи Мнішеку виконати вирок; до цього не дійшло, бо надалі виконував обов'язки, у 1601 р. сейм призначив його ревізором пустих місць на Поділлі та Русі. З 1588 р. був старостою барським, тлумацьким, у 1592 р. став старостою у Скалі.
Помер між 2 березня і 25 червня 1602 року.
Староста львівський (зокрема в Низькому замку). Засновник міста Фельштина (тепер с. Гвардійське) на Поділлі. Син підкоморія перемишльського Яна Гербурта з родини Гербуртів та Ядвиги з Розлова. Був ротмістром кавалерії, брав участь у походах Сиґізмунда II Августа на Валахію, Стефана Баторія на Московське царство.

## Власність
1564 p. отримав довічно Терновицю Лісну та Пільну у Галицькому повіті, 1570 p. Тарнаву, Цьолковиці в Подільському воєводстві, 1578 p. Осек у Краківській землі. Був власником Дідилова, Кельбова, Суботова, Банюнина у Львівському повіті, Радиничів, Ятвягів, Корниці, Ягільниці в Перемиській землі. Від імені Жолкевських управляв Красовом у Львівському повіті.

## Родина
Шлюб з Катажиною Кола Сапоровською гербу Юноша був бездітним. Овдовівши, вона вийшла заміж за хорунжого галицького Павла Скотницького, народила сина Яна Скотницького.[джерело?]
За іншою версією, був 2 рази одружений. Перша дружина — Софія Журавінська з Ходороставу, друга — Анна Лянцкоронська. Діти:
- Ян (1568—1626) — майбутній каштелян кам'янецький
- Миколай — ротмістр, 1600 р. брав участь у молдавській виправі, був придворним короля; 1601 р. став старостою тлумацьким (передав батько); 1609 р. був звільнений від обов'язку постання перед трибуналом як королівський ротмістр, товаришив С. Жолкевському під час походу на Москву. Помер наприкінці 1610 р. невдовзі після прибуття під Смоленськ.[3]